# Grammy Award for Best Traditional Folk Album

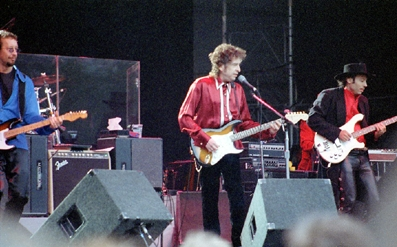
Bob Dylan erhielt den Grammy Award for Best Traditional Folk Album im Jahr 1995 für sein Album World Gone Wrong

Der Grammy Award for Best Traditional Folk Album, auf Deutsch „Grammy-Auszeichnung für das beste traditionelle Folk-Album“, ist ein Musikpreis, der von 1987 bis 2011 von der amerikanischen Recording Academy verliehen wurde. Der Preis ging an Musiker für Alben aus dem Bereich der Folkmusik.

## Geschichte und Hintergrund
Die seit 1959 verliehenen Grammy Awards werden jährlich in zahlreichen Kategorien von der Recording Academy in den Vereinigten Staaten vergeben, um künstlerische Leistung, technische Kompetenz und hervorragende Gesamtleistung ohne Rücksicht auf die Album-Verkäufe oder Chart-Position zu würdigen.
Eine dieser Kategorien ist der Grammy Award for Best Traditional Folk Album. Die Auszeichnung wurde von 1987 bis 2011 vergeben und hieß bis 1993 Grammy Award for Best Traditional Folk Recording. Parallel wurde der Grammy Award for Best Contemporary Folk Album ausgezeichnet. Vor 1987 gab es eine gemeinsame Kategorie für traditionellen und zeitgenössischen Folk mit Namen Grammy Award for Best Ethnic or Traditional Folk Recording.
Die Auszeichnung wurde nach einer umfassenden Überarbeitung der Grammy-Kategorien eingestellt. Im Jahr 2012 wurde die Kategorie mit dem Grammy Award for Best Contemporary Folk Album zur neuen Kategorie Grammy Award for Best Folk Album zusammengelegt.

## Gewinner und Nominierte
| Jahr | Gewinner                                                                                           | Nationalität       | Album                                                     | Nominierte | Bild des/der Gewinner(s) |
| ---- | -------------------------------------------------------------------------------------------------- | ------------------ | --------------------------------------------------------- | --- | ------------------------ |
| 1987 | Doc Watson                                                                                         | Vereinigte Staaten | Riding the Midnight Train                                 | |                          |
| 1988 | Ladysmith Black Mambazo                                                                            | Südafrika          | Shaka Zulu                                                | |                          |
| 1989 | Verschiedene Interpreten (Produzenten: Don DeVito, Harold Leventhal, Joe McEwen und Ralph Rinzler) | Vereinigte Staaten | A Vision Shared: A Tribute To Woody Guthrie & Leadbelly   | |                          |
| 1990 | Bulgarian State Female Vocal Choir (Produzent: Marcel Cellier)                                     | Bulgarien          | Le Mystere Des Voix Bulgares, Volume II                   | |                          |
| 1991 | Doc Watson                                                                                         | Vereinigte Staaten | On Praying Ground                                         | |                          |
| 1992 | Verschiedene Interpreten (Produzenten: Ken Burns, John Colby)                                      | Vereinigte Staaten | The Civil War – Original Soundtrack                       | |                          |
| 1993 | The Chieftains                                                                                     | Irland             | An Irish Evening – Live At The Grand Opera House, Belfast | |                          |
| 1994 | The Chieftains                                                                                     | Irland             | The Celtic Harp: A Tribute to Edward Bunting              | |                          |
| 1995 | Bob Dylan                                                                                          | Vereinigte Staaten | World Gone Wrong                                          | |                          |
| 1996 | Ramblin’ Jack Elliott                                                                              | Vereinigte Staaten | South Coast                                               | |                          |
| 1997 | Pete Seeger                                                                                        | Vereinigte Staaten | Pete                                                      | |                          |
| 1998 | BeauSoleil                                                                                         | Vereinigte Staaten | L’Amour Ou La Folie                                       | |                          |
| 1999 | The Chieftains                                                                                     | Irland             | Long Journey Home                                         | |                          |
| 2000 | June Carter Cash                                                                                   | Vereinigte Staaten | Press On                                                  | |                          |
| 2001 | Dave Alvin                                                                                         | Vereinigte Staaten | Public Domain – Songs From The Wild Land                  | |                          |
| 2002 | Verschiedene Interpreten                                                                           | Vereinigte Staaten | Down from the Mountain                                    | |                          |
| 2003 | David Holt und Doc Watson                                                                          | Vereinigte Staaten | Legacy                                                    | |                          |
| 2004 | June Carter Cash                                                                                   | Vereinigte Staaten | Wildwood Flower                                           | |                          |
| 2005 | Verschiedene Interpreten                                                                           | Vereinigte Staaten | Beautiful Dreamer                                         | |                          |
| 2006 | Tim O’Brien                                                                                        | Vereinigte Staaten | Fiddler’s Green                                           | |                          |
| 2007 | Bruce Springsteen                                                                                  | Vereinigte Staaten | We Shall Overcome: The Seeger Sessions                    | - I Stand Alone von Ramblin’ Jack Elliott - Gonna Let It Shine von Odetta - Adieu False Heart von Linda Ronstadt & Ann Savoy - A Distant Land To Roam von Ralph Stanley                                                                                  |                          |
| 2008 | Levon Helm                                                                                         | Vereinigte Staaten | Dirt Farmer                                               | - Try Me One More Time von David Bromberg - Let Us Now Praise Sleepy John von Peter Case - Banjo Talkin’ von Cathy Fink - Charlie Louvin von Charlie Louvin                                                                                              |                          |
| 2009 | Pete Seeger                                                                                        | Vereinigte Staaten | At 89                                                     | - Coal von Kathy Mattea - Comedians & Angels von Tom Paxton - Bring Me Home von Peggy Seeger - Strangers in Another Country von Rosalie Sorrels |                          |
| 2010 | Loudon Wainwright III                                                                              | Vereinigte Staaten | High Wide & Handsome: The Charlie Poole Project           | - Cutting Loose von David Holt und Josh Goforth - Naked with Friends von Maura O’Connell - Polka Cola: Music That Refreshes von Jimmy Sturr and His Orchestra - Singing Through the Hard Times: A Tribute to Utah Phillips von verschiedenen Interpreten |                          |
| 2011 | Carolina Chocolate Drops                                                                           | Vereinigte Staaten | Genuine Negro Jig                                         | - Onward and Upward von Luther Dickinson & the Sons of Mudboy - Memories of John von The John Hartford Stringband - Maria Muldaur & Her Garden of Joy von Maria Muldaur - Ricky Skaggs Solo: Songs My Dad Loved von Ricky Skaggs                         |                          |